# Counter-Strike
Counter-Strike (uttal: [ˈkaʊntəˌstɹaɪk]), förkortning CS, eller Counter-Strike 1.6 (kort 1.6) efter versionsnumret på den sista utgivna utgåvan (släppt 2003), är ett datorspel släppt 1999, som ursprungligen utvecklades som en modifikation till datorspelet Half-Life. Senare gjordes spelet till ett självständigt datorspel av Valve Corporation med Sierra On-Line som utgivare. Spelet är en förstapersonsskjutare som spelas över nätverk med fysiska motståndare och ett flerspelarspel. Spelet kom att bli mycket populärt och hade 2010 sålt över nio miljoner exemplar. Inom e-sport var Counter-Strike ett av de största spelen och spelades på professionell nivå fram till 2013. Flera uppföljare har gjorts, däribland Counter-Strike: Condition Zero (2004), Counter-Strike: Source (2004), Counter-Strike: Global Offensive (2012) och Counter-Strike 2 (2023).

## Spelupplägg
Counter-Strike är en så kallad förstapersonsskjutare (FPS) i 3D. Det innebär att spelarens bildskärm motsvarar spelfigurens synfält i en tredimensionell värld samt att spelaren huvudsakligen skjuter för att eliminera sina motståndare. Spelet är ett flerspelarspel, vilket betyder att det ska spelas av flera personer samtidigt. Det har ingen handling och utspelar sig i nutid. Counter-Strike bygger på att två lag kämpar mot varandra i en simulering av ett terroristdåd. Maximalt kan 32 personer deltar samtidigt. Dessa spelare kan välja mellan två olika lag, endera terrorister (T, efter engelskans "terrorists") eller insatsstyrkor (CT, efter engelskans "Counter Terrorists").
Counter-Strikes gameplay är uppbyggt kring spelrundor (engelska: round). En runda börjar med att spelarna placeras lagvis på spelfältet, varpå de kan förflytta sig och interagera med omgivningen samt med mot- och medspelare. En runda är tidsbegränsad och avslutas alltid med att ett av de båda lagen vinner. För att vinna en runda som terrorist krävs att laget antingen genomför sitt uppdrag eller eliminerar motståndarlaget. Insatsstyrkan vinner genom att antingen hindra terroristerna från att genomföra sitt uppdrag eller att eliminera motståndarlaget. Om tiden för en runda har gått ut och terroristerna varken har lyckats genomföra sitt uppdrag eller eliminera motståndarlaget vinner insatsstyrkan. När en runda är färdigspelad påbörjas en ny.
Uppdragen varierar beroende på vilken typ av bana som spelas. För att eliminera motståndarlaget används ett flertal olika vapen, som huvudsakligen består av handeldvapen. Den första rundan startar alla spelare med varsin kniv och pistol. Spelarna får även en mindre summa pengar att spendera på andra pistoler och utrustning. För att kunna köpa kraftigare vapen än pistoler krävs mer pengar, vilket erhålls genom att döda fiender, utföra uppdragen eller vinna rundor. Även vid förlust av en runda erhålls vanligtvis en mindre summa. Eftersom spelet inte har någon handling har det inget definitivt slut. I stället avgörs spelet genom att det ena laget lyckas vinna fler rundor än motståndarlaget.

### Spelsätt
I Counter-Strike finns en mängd olika spellägen, men endast tre av dem räknas som officiella: Bomb Defuse, Hostage Rescue och Assassination. Varje spelsätt representeras av en bantyp där ett specifikt scenario utspelar sig. Scenarierna är simpla och styr på vilka sätt lagen kan vinna, förutom genom att eliminera varandra. För att skilja speltyperna åt används ett prefix till banorna, till exempel de_ till banan de_dust2. De officiella spelsätten är framtagna av spelutvecklarna medan de andra spelsätten har gjorts av användare i communityn.
De officiella spelsätten

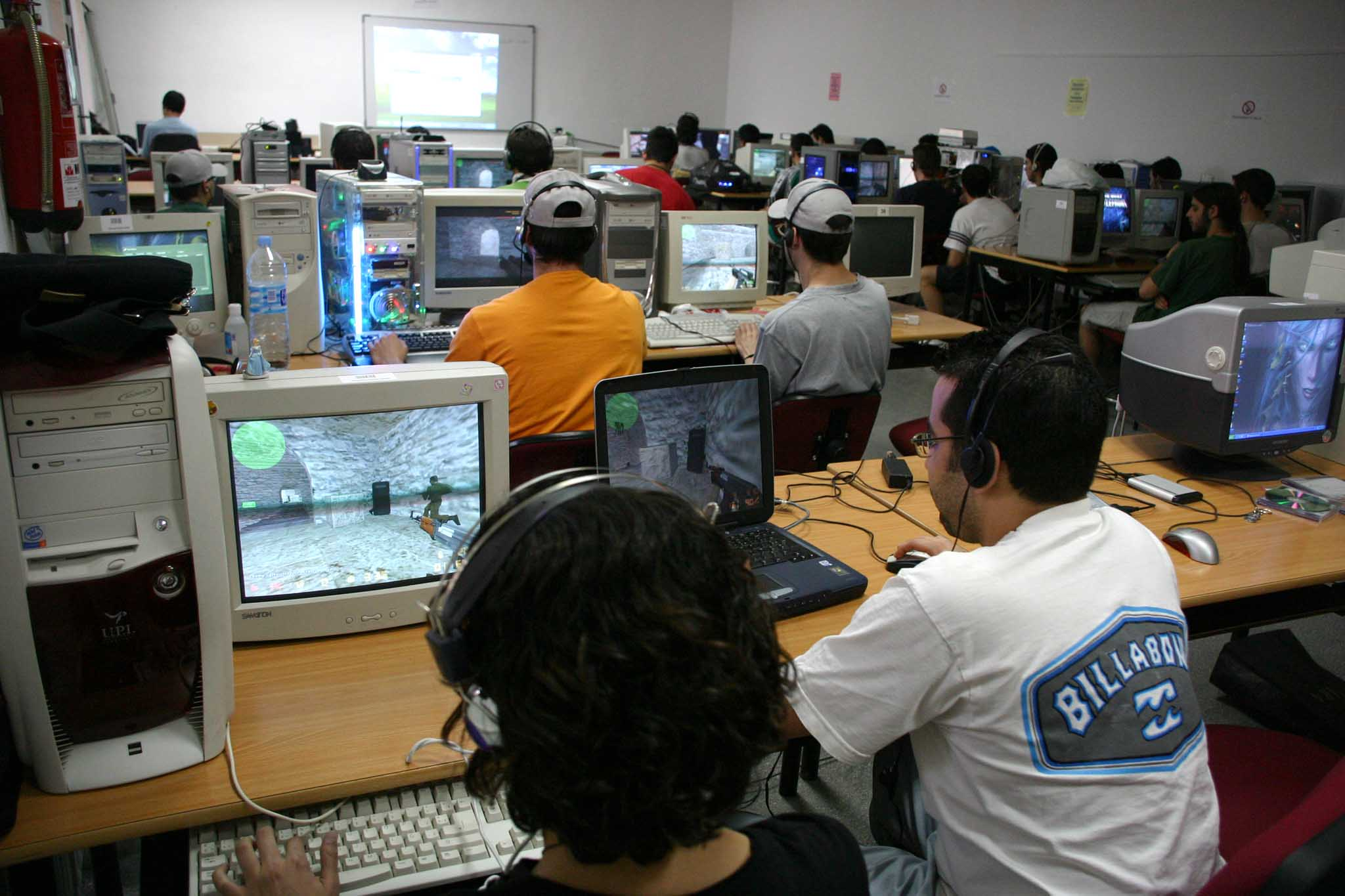
Counter-Strike spelas på ett LAN-party. På spelarnas skärmar kan man se banan de_aztec. LAN-deltagaren närmast i bild har vapnet CV-47 samt bomben. På bildskärmen kan man även se en spelare i insatsstyrkan, spelaren använder sig av en sköld.

Bomb Defuse (svenska: bombdesarmering) förkortas de_ vilket är en förkortning för defuse. Terroristerna ska ta sig till en bestämd plats, en bombzon, för att aptera en bomb. Det är insatsstyrkornas uppdrag att förhindra att bomben sprängs. På dessa banor finns oftast två stycken bombplatser. Löper tiden ut vinner insatsstyrkan. Det finns 15 officiella Bomb Defuse-banor till Counter-Strike.
Hostage Rescue (svenska: gisslanfritagning) förkortas cs_ vilket är en förkortning för Counter-Strike (sv. motattack, motdrag). Terroristerna har tagit gisslan och insatsstyrkornas uppgift är att frita dessa. Insatsstyrkan kan även eliminera alla terrorister för att vinna. Terroristerna som kan vinna genom att eliminera alla i insatsstyrkan eller genom att tiden tar slut. För att insatsstyrkan ska kunna frita gisslan måste de få gisslan att följa efter, för att sedan leda dem till en speciell plats, räddningsområde (engelska: rescue zone), som oftast befinner sig i insatsstyrkan bas. En runda slutar när alla överlevande gisslan kommer i säkerhet, när det ena laget har blivit eliminerat eller när tiden har gått ut. Det finns 10 officiella Hostage Rescue-banor till Counter-Strike.
Assassination (svenska: lönnmord) förkortas as_ vilket är en förkortning för assassination. En spelare ur insatsstyrkan väljs slumpvis ut att vara målet (VIP). VIP:en kan inte köpa några vapen eller utrustning och börjar med en pistol och med 200 i skyddsvästpoäng. Insatsstyrkans uppgift är att eskortera VIP till en speciell plats, flyktområde (engelska: escape zone), som oftast är belägen på andra sidan av banan. Terroristerna ska försöka eliminera målet innan det kommer fram till flyktplatsen. En runda slutar då alla terroristerna dött, när VIP har dött eller när VIP har eskorterats till flyktområdet. Det finns endast en officiell Assassination-bana till Counter-Strike.
Andra spelsätt
Det finns många inofficiella banor med egna spelsätt. Mjukvaran Valve Hammer Editor (tidigare Worldcraft) har gjort det möjligt för användare att skapa sina egna banor och spelsätt. Detta har lett till att många nya spelsätt har formats. Vissa har blivit mer populära än andra och ett av de mest kända inofficiella spelsätten är Fight Yard/Fun Yard, förkortas fy_, som endast går ut på att döda motståndarlaget. Ett annat känt spelsätt är aim_ som oftast går ut på att eliminera motståndarlaget med ett eller flera utvalda vapen.
Escape (svenska: flykt) förkortas es_ vilket är en förkortning för escape. Detta spelsätt var till en början officiellt, men togs bort ur spelet i augusti 2000 (Beta 7.0). Escape-banorna gick ut på att terroristerna skulle fly till en speciell plats medan insatsstyrkan skulle hindra dem. Detta var en variant av Assassination, och blev också ersatt av densamma.

### Vapen och utrustning
| Vapen och utrustning                                             | Vapen och utrustning |
| Namn i Counter-Strike                                            | Namn i verkligheten  |
| ---------------------------------------------------------------- | -------------------- |
| Knife                                                            | Kniv                 |
| Pistols                                                          | Pistoler             |
| 9x19mm Sidearm                                                   | Glock 18             |
| KM .45 Tactical                                                  | USP                  |
| 228 Compact                                                      | P228                 |
| Night Hawk .50C                                                  | Desert Eagle         |
| ES Five-Seven                                                    | Five-Seven           |
| .40 Dual Elites                                                  | Dubbla 92F           |
| Shotguns                                                         | Hagelgevär           |
| Leone 12 Gauge Super                                             | M3 Super 90          |
| Leone YG1265 Auto Shotgun                                        | M4 Super 90          |
| SMG                                                              | Kulsprutepistoler    |
| Schmidt Machine Pistol                                           | TMP                  |
| Ingram Mac-10                                                    | Mac-10               |
| KM Sub-Machine Gun                                               | MP5                  |
| KM UMP45                                                         | UMP                  |
| ES C90                                                           | P90                  |
| (Assault) Rifles                                                 | Automatkarbiner      |
| IDF Defender                                                     | Galil                |
| Clarion 5.56                                                     | FAMAS                |
| CV-47                                                            | AK-47                |
| Maverick M4A1 Carbine                                            | M4A1                 |
| Krieg 552                                                        | SG 552               |
| Bullpup                                                          | AUG                  |
| (Sniper) Rifles                                                  | Prickskyttegevär     |
| Schmidt Scout                                                    | Scout                |
| Krieg 550 Commando                                               | SG 550               |
| Magnum Sniper Rifle                                              | AW                   |
| D3/AU-1                                                          | G3SG/1               |
| Machine guns                                                     | Kulspruta            |
| M249                                                             | Minimi               |
| Equipment                                                        | Utrustning           |
| Kevlar                                                           | Skyddsväst           |
| Kevlar+Helmet                                                    | Skyddsväst och hjälm |
| Flashbang                                                        | Distraktionsgranat   |
| HE Grenade                                                       | Spränghandgranat     |
| Smoke Grenade                                                    | Rökgranat            |
| Defusal Kit                                                      | Desarmeringsverktyg  |
| Nightvision                                                      | Bildförstärkare      |
| Tactical Shield                                                  | Sköld                |
| Vapen som endast kan köpas av T Vapen som endast kan köpas av CT |                      |

I Counter-Strike kan spelare köpa olika vapen och utrustning med sina, i spelet, införskaffade pengar. Vapen som går att köpa är pistoler, hagelgevär, kulsprutepistoler, automatkarbiner, prickskyttegevär, kulspruta samt annan utrustning såsom granater och desarmerings-verktyg (komplett lista till höger). Vad som skiljer vapnen åt är främst deras pricksäkerhet, eldhastighet och hur mycket skada de medför. Till vissa vapen finns det ljuddämpare eller kikarsikte. Priset på vapen kan variera stort. Det billigaste handeldvapnet kostar 400 $ medan det dyraste kostar 5 750 $. En spelare kan maximalt ha 16 000 $. Köp av vapen och annan utrustning kan, normalt sett, endast göras vid lagets startposition (engelska: spawn) och oftast bara i början av en runda. En spelinställning kallad freezetime är en fastställd tid i början av rundan, under vilken spelarna inte kan röra sin spelfigur för att i stället köpa vapen. I spelets allra första runda delas kniv och pistol ut till spelarna; terroristerna börjar med pistolen 9x19mm Sidearm medan insatsstyrkorna börjar med pistolen KM .45 Tactical.
De tre vanligaste pistolerna (9x19mm Sidearm, KM .45 Tactical och Night Hawk .50C) har olika egenskaper. 9x19 mm Sidearm har 20 skott i varje magasin vilket är mest av de tre men skadar samtidigt inte så mycket per skott, detta kompenseras av att pistolen kan avfyra kulorna i skottsalvor (engelska: burst) om tre skott. KM .45 Tactical har 12 skott i varje magasin och gör något mer skada per skott än 9x19mm Sidearm gör, samt kan också ha ljuddämpare. Night Hawk .50C har endast sju skott per magasin men gör betydligt högre skada per skott än de övriga pistolerna, detta kompenseras av en högre rekyl. Denna pistol är den enda som kan skjuta genom väggar.

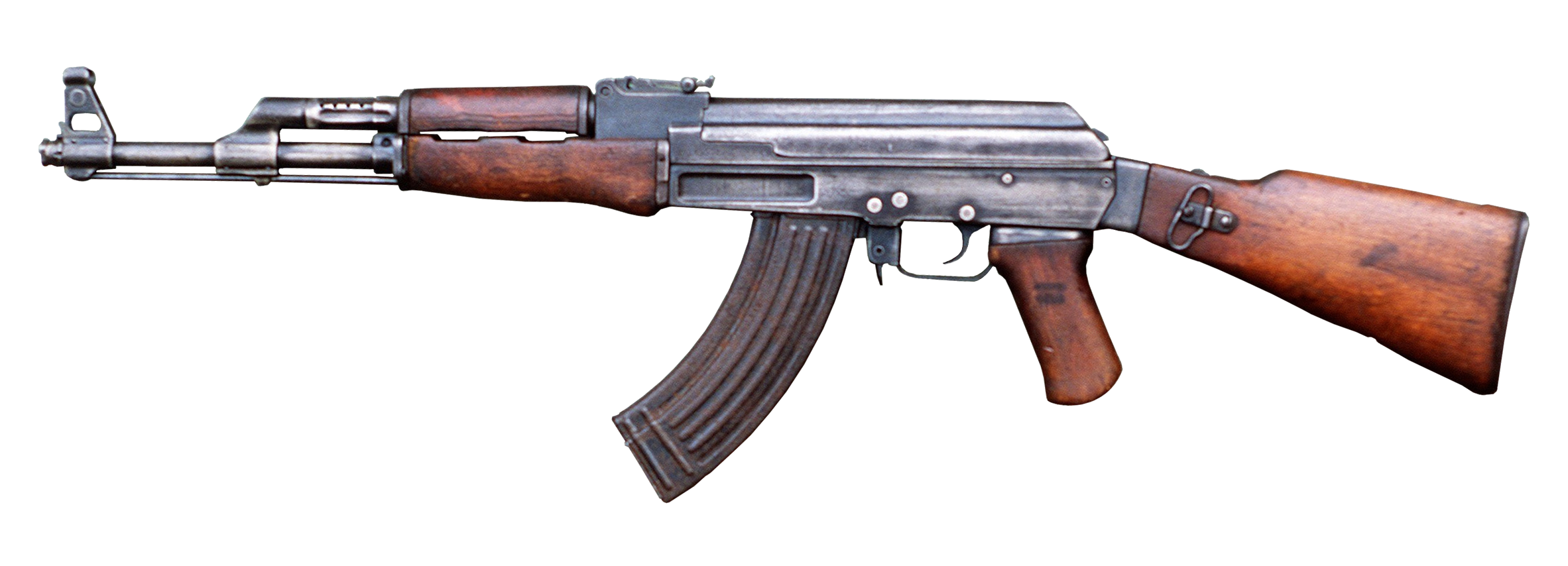
CV-47

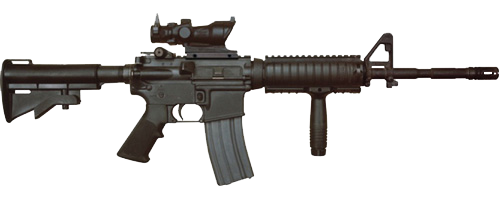
Maveric M4A1 Carbine.

De vanligaste automatkarbiner som används i spelet är CV-47 (endast terrorister kan köpa detta vapen) och Maveric M4A1 Carbine (endast insatsstyrkorna kan köpa detta vapen).

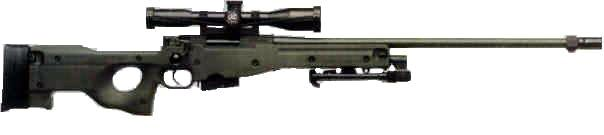
Magnum Sniper Rifle

Ett av de mest använda prickskyttegevären i Counter-Strike är Magnum Sniper Rifle, även kallad AW, AWP (Arctic Warfare Police) och AWM (Arctic Warfare Magnum). Detta vapen dödar en motståndare med endast ett skott, såvida kulan inte träffar målet i benet eller passerar genom en vägg eller annan spelare. Det råder tvetydighet om vilket vapen spelutvecklarna i själva verket syftade på när de gjorde Magnum Sniper Rifle. Spelutvecklarna kallar vapnet för både AWM (Arctic Warfare Magnum) och AWP (Arctic Warfare Police), dock använder vapnet i spelet inte någon av dessa vapens kaliber. Istället använder prickskyttegeväret sig av kalibern .338 Lapua, som används i AWSM (Arctic Warfare Super Magnum).
De tre granatsorterna som finns i spelet har olika egenskaper. Handgranater gör skada på en eller flera spelare, den skada som utdelas kan variera mellan ett och 96. En chockgranat förblindar, under en viss period, den eller de spelare som ser den på sin skärm. De används för att göra sina motståndare till ett enklare mål. Rökgranaterna används för att skapa en rökridå så att motspelare inte kan se hur man rör sig.

### Poängsystem och statistik
Counter-Strike har inbyggd statistik (engelska: stats). Statistiken visas i form av en tabell, där spelare till exempel kan se hur många poäng (engelska: score), populärt kallat frags, enskilda spelare har. I tabellen syns vilka spelare som spelar som terrorister och insatsstyrkor, hur många poäng varje spelare har, hur många gånger varje spelare har blivit dödad, hur hög tidsfördröjning spelarna har till servern, vilken spelare som har bomben (ej synligt för levande insatsstyrkor), vilken spelare som är VIP (ej synligt för levande terrorister), samt vilka spelare som är åskådare. För att få poäng i Counter-Stike krävs det att spelaren dödar en motståndare eller utför ett uppdrag. När man lyckas döda en motståndare får man en poäng, när man lyckas aptera bomben samt att den sprängs får man tre poäng, och om man lyckas desarmera bomben får man tre poäng. När man dödar sig själv eller en medspelare får man en minuspoäng. Alla dödsfall (engelska: deaths), utom när man dör av att bomben exploderar, leder till en "dödspoäng". En spelares tidsfördröjning, populärt kallat ping (namngivet efter analysverktyget för IP-nätverk), varierar stort mellan Counter-Strikes internetspelare och är viktig för hur de olika vapnen reagerar. Om man har hög ping kan man hacka fram (slang lagga), vilket gör spelet mycket svårmanövrerat.

### Användargränssnitt
På bildskärmen visas inte endast den fiktiva 3D-världen. Där finns också annan värdefull information för spelaren, bland annat en radar som visar medspelarnas positioner och annat av vikt för uppdraget, en vapenmeny, symboler för köp av vapen och utrustning samt för flykt, information om kroppspoäng och skyddsvästpoäng samt rundtiden (engelska: round time) och hur mycket pengar spelaren har tillgängligt.
Spelets gränssnitt finns tillgängligt på engelska, franska, italienska, tyska, spanska, koreanska samt både förenklad och traditionell kinesiska.

### Kommunikation
Eftersom Counter-Strike är ett lagspel är det viktigt att kunna kommunicera med varandra. I spelet finns olika sätt att kommunicera. Ett sätt är att skriva. Det finns två olika skrivfunktioner, en där spelaren skriver till alla spelare på servern (engelska: say) och en annan där spelaren endast skriver till sina lagmedlemmar (engelska: team say). Spelet har en inbyggd radiofunktion med 21 förinspelade fraser för snabb kommunikation inom vardera lag. I Counter-Strike finns även en inbyggd röstkommunikation (engelska: voice communication) som ger spelaren möjligheten att, via mikrofon, prata med de andra spelarna.

### Pengasystem
I Counter-Strike är pengarna fristående från spelarens poäng. Pengarna används för att köpa vapen och annan utrustning. En spelare erhåller pengar då en motspelare dödas, samt då uppgifter utförs under en runda så som att placera ut bomben, rädda gisslan och eliminera motståndarna. För olika uppgifter belönas spelaren med olika stora summor. I början av en ny runda ges ett startkapital ut till spelarna. Detta startkapital varierar beroende på hur framgångsrika de föregående rundorna har varit.

### Servrar
En obligatorisk komponent för Counter-Strike är den server i vilket spelet simuleras. Spelarna ansluter, genom spelet, till servern via ett nätverk. Det finns två typer av servrar dedikerad och listen.
Insticksprogram
Insticksprogram (engelska: plugins) kan användas på servrar för att förändra spelet på olika sätt. Större sådana brukar räknas som modifikationer, eller "moddar". Ett plugin kan till exempel vara en utförligare poänglista, medan moddar gör större förändringar som ofta ändrar spelets gameplay. Plugins skrivs i skript-språket pawn, som är Öppen källkod. Man måste även ha en server-komponent som kan köra plugins. Ett av de populärare är AMX Mod X.

## Utveckling
| Versioner | Versioner         | Versioner |
| --------- | ----------------- | --------- |
| Beta 1.0  | 19 juni 1999      | [ 2 ]     |
| 1.0       | 9 november 2000   | [ 3 ]     |
| 1.1       | 13 mars 2001      | [ 19 ]    |
| 1.3       | 21 september 2001 | [ 20 ]    |
| 1.4       | 24 april 2002     | [ 21 ]    |
| 1.5       | 12 juni 2002      | [ 22 ]    |
| 1.6       | 15 september 2003 | [ 23 ]    |

| Arbetslag – "The CS Team" |
| --- |
| Producent Jeff Pobst Speldesign Jess Cliffe Ljuddesign Jess Cliffe Grafikdesign Jess Cliffe, Chris Ashton, Ido Magal, Macman, DigiChaos Animation Minh Le, Chuck Jones, Steve Theodore Programmering Minh Le, Yahn Bernier, Robin Walker, Eric Smith Leveldesign Andrew Aumann, Chris Auty, Jo Bieg, Justin Dejong, David Johnston, Chris Mair, Alex Manilov, David Marsh, Lari Muuriaisniemi, Leon Nieuwoudt, Markus Nieuwoudt, Mike Rosser, Rob Smolders, GlenC, Macman, TYR |

Från början var Counter-Strike bara en mindre modifikation av datorspelet Half-Life, men kom efter år av uppdateringar att bli ett av världens mest populära FPS-spel. Counter-Strike var fram till lanseringen av Counter-Strike: Global Offensive den mest spelade.

Logotypen från omslaget när spelet såldes under namnet "Half-Life: Counter-Strike".

I samband med att Valve Corporation släppte datorspelet Half-Life lät de även allmänheten ta del av dess interna utvecklingsverktyg. Detta ledde till att flera hobbyprogrammerare började skapa egna spel baserade på GoldSrc, Half-Lifes spelmotor. Två av dessa personer var Minh "Gooseman" Le och Jess Cliffe. Tillsammans började de under 1999 utveckla Counter-Strike. Efter ett par månader började ryktet om modifikationen sprida sig över Internet. Under år 2000 var Counter-Strike mer populärt än Valves egna flerspelarspel och Le och Cliffe blev erbjudna jobb på Valve där de kunde fortsätta att utveckla spelet. År 2004 genererade Counter-Strike mer internettrafik än hela Italien.

## Mottagande
| Mottagande      | Mottagande    |
| Samlingsbetyg   | Samlingsbetyg |
| Tjänst          | Betyg         |
| --------------- | ------------- |
| Gamerankings    | 89,20 %       |
| Metacritic      | 88            |
| Recensionsbetyg |               |
| Publikation     | Betyg         |

## Tävling och kultur
Med tiden har olika tävlingsformer och subkulturer formats runt Counter-Strike.

### E-sport

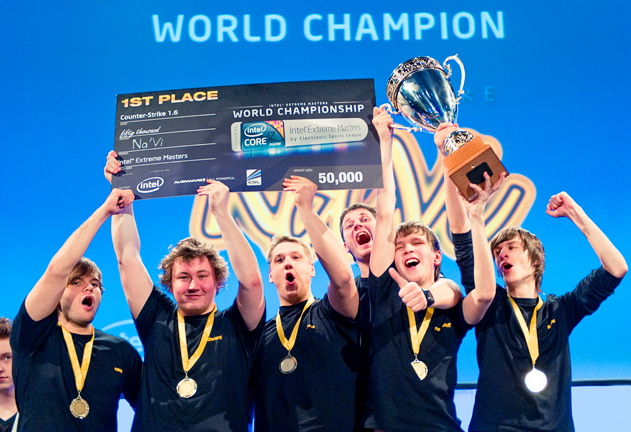
Natus Vincere, 2010 års mest framgångsrika Counter-Strike-lag, vann över 221 550 amerikanska dollar i prispengar under 2010. Här mottar de prischeck och pokal efter vinsten i Intel Extreme Masters: Global Finals IV. Spelarna på bilden är (från vänster) Арсений "Esenin" Триноженко, Иван "Edward" Сухарев, Даниил "Zeus" Тесленко, Егор "markeloff" Маркеловoch och Сергей "starix" Ищук; i bakgrunden står lagets manager Александр "ZeroGravity" Кохановский.

Counter-Strike var länge ett av de dominerande spelen inom e-sport. Redan år 2000 började CPL arrangera turneringar med prispengar. Spelet hade inga officiella internationella mästerskapstävlingar likt VM eller EM, dock hade vissa evenemang högre status än andra. Exempel på Counter-Strike-turneringar med hög status är Intel Extreme Masters, ESWC och WCG.

#### Klaner

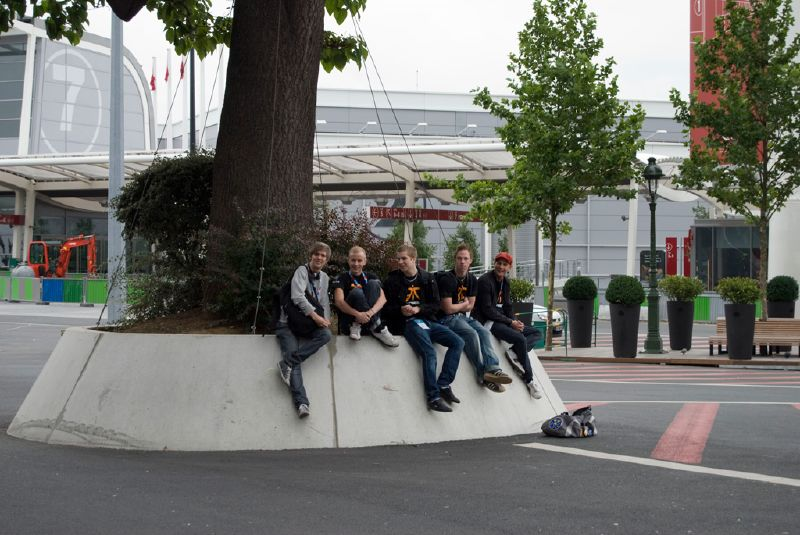
Den professionella klanen fnatic hade samma spelare från januari 2007 till januari 2009. Spelarna på bilden är (från vänster) Harley "dsn" Örvall, Patrik "cArn" Sättermon, Patrik "f0rest" Lindberg, Oscar "Archi" Torgersen och Oskar "ins" Holm.

En klan är inom Counter-Strike-kulturen det begrepp som används för ett lag. Den kan bestå av ett obegränsat antal medlemmar. Vanligast bland professionella klaner är dock ett medlemsantal runt fem till sex, då dessa endast spelar i matcher fem mot fem. Strategier och spelstilar kan, mellan klaner, variera stort och är under ständig utveckling. Klaners strategiutformning varierar inte bara mellan de olika klanerna; olika delar av världen utformar sina egna spelstilar. Det finns strategiska skillnader mellan till exempel nordamerikanska, europeiska och asiatiska klaner. Detta fenomen uppstår eftersom lag blir isolerade när de undviker att spela mot lag från andra kontinenter på grund av den då långa responstiden. I en klan finns det ofta olika roller bland spelarna, en av dessa är en så kallad CL, (engelska: clan leader, svenska: klanledare), vilken kan liknas vid en lagkapten i fotboll. En klan har ofta en IGL (engelska: in-game leader) som styr över lagets taktiker (taccs, engelska: tactics), guidar och hjälper lagets medlemmar genom spelets rundor. Många stora klaner har en manager som hjälper till att arrangera matcher och träningar. De är även med på stora tävlingar och turneringar bland annat för att uppmuntra sitt lag under matcherna.

#### Tävling/turneringar
| Klan        | Summa     |
| ----------- | --------- |
| fnatic      | 128 412 € |
| AGAiN       | 71 100 €  |
| mTw.dk      | 68 328 €  |
| SK Gaming   | 57 390 €  |
| Team EG     | 50 641 €  |
| mousesports | 42 611 €  |
| WeMade FOX  | 32 440 €  |
| TyLoo.cn    | 29 655 €  |
| compLexity  | 26 211 €  |
| TyLoo.gm    | 24 475 €  |

### Counter-Strike

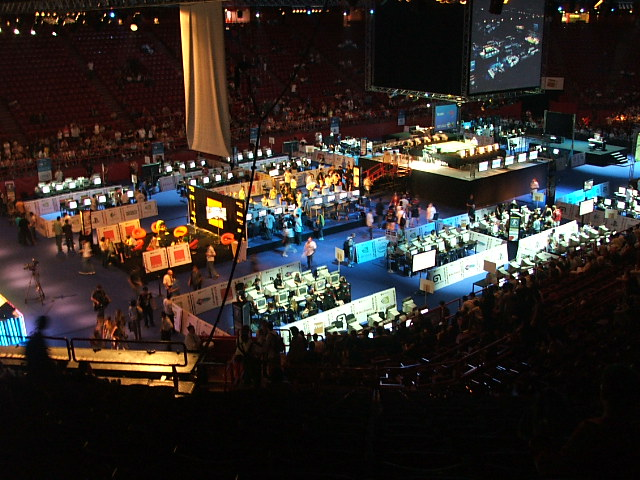
Spelarområdet vid ESWC 2006, då den brasilianska klanen MIBR vann Counter-Strike-turneringen och fick 52 000 USD i prispengar.

Counter-Strike hade ett turneringssystem, förutom i nationella ligor, som bestod av fyra stora internationella tävlingsevenemang om året: WCG, Eurocup som arrangerades av Clabase (CB) som också arrangerade en annan tävling som kallades Nations Cup, samt ESWC och CPL som var de två evenemang som delade på "världsmästerskapstiteln", även om CPL sedan starten år 2000 fram till 2007 ansågs vara det största av de båda. Dock tappades förtroendet för CPL efter de gått ut med ett uttalande om att de inte skulle satsa mer på Counter-Strike 1.6, vilket senare blev ändrat på grund av påtryckningar från spelare och andra runtom i världen. CPL arrangerad från 2008 inte tävlingar för Counter-Strike.
I och med att Sierra blev sponsor för tävlingen blev det enbart Sierra spel som spelades i tävlingen.
Det fanns även en annan tävling som hette World Series of Videogames, som var tvunget att lägga ner sin verksamhet 2007.
En annan turnering som flera av de mer kända klanerna deltog i är NGL-One som startade med ett online-kval som pågick över hela världen och avslutades med en finalomgång som spelades på ett lokalt nätverk. 
Sverige var under perioden 2000-2012 den mest framgångsrika nationen, då 46 % av alla turneringar vanns av ett svenskt lag. Lag som NIP, SK, Fnatic, MYM, EyE gjorde att scenen dominerades av Sverige. Kända spelare under denna tid var bland andra Emil "Heaton" Christensen, Tommy "Potti" Ingemarsson och Michael "ahl" Korduner. 

### Counter-Strike: Global Offensive
Under lång tid var den professionella esport-scenen för Counter-Strike splittrad och uppdelad mellan de två versionerna Counter-Strike: Source och Counter-Strike 1.6. Versionerna hade olika turneringar och ligor som gick parallellt med varandra och det rådde en stark rivalitet mellan spelarna om vilken som var den bästa versionen av Counter-Strike. Men när Valves släppte Counter-Strike: Global Offensive 2012 gick många spelare över till den nya versionen på grund av den sjunkande popularitet för Source och 1.6. Och numera finns det inte längre någon professionell esport-scen för varken 1.6 eller Source. På grund av denna splittring har lag inom CS:GO olika ursprung och i vissa fall spelare från både 1.6 och Source. Exempelvis kan nämnas att när den svenska organisationen Ninjas in Pyjamas (NIP) valde att starta upp sin verksamhet för CS:GO bestod laget av två spelare från CS:Source (Robin "Fifflaren" Johansson (inte längre del av organisationen) och Adam "friberg" Friberg) och tre spelare från 1.6 (Christopher "GeT_RiGht" Alesund, Patrik "fOrest" Lindberg och Richard "Xizt" Landström).
Counter-Strike: Global Offensive växte under de kommande åren starkt som esport, och hade under ESL One: Katowice 2015 över en miljon tittare.

### Fusk
Att använda sig av fusk i Counter-Strike är förbjudet. För att förhindra fusk i spelet utvecklade Valve en egen mjukvara, VAC, för att spelare som använder fusk ska bli avstängda (engelska: banned). När en spelare blir avstängd kan denne inte längre spela på någon server som använder sig av VAC. Fusk används inte bara av amatörspelare, utan också professionella spelare.
Enligt en undersökning gjord av Fragbite hade mer än var fjärde svensk CS-spelare någon gång fuskat eller funderat på att göra det under en officiell match.

## Systemkrav
Systemkraven är angivna efter minimikrav från tillverkare eller utgivare.

### Windows
| Version 1.0 - Intel pentium 233 eller AMD K6-2 300 - 32 MB RAM - 400 MB hårddiskutrymme - 2x CD-ROM - SVGA high-color (16-bit) grafikkort | Version 1.6 - 500 MHz CPU (Intel eller AMD) - 96 MB RAM - 500 MB hårddiskutrymme - 8x CD-ROM - 16 MB grafikminne (PCI/AGP) | Version 1.6 genom Steam - 500 MHz CPU - 96 MB RAM - 16 MB grafikminne - Windows XP - Datormus - Tangentbord - Internetuppkoppling |

### Macintosh
Version 1.6
- OS X Snow Leopard 10.6.3
- 1 GB RAM
- 4 GB hårddiskutrymme
- NVIDIA GeForce 8 grafikkrets, ATI X1600 grafikkrets eller Intel HD 3000 grafikkrets
- Datormus
- Tangentbord
- Internetuppkoppling

### Linux
Version 1.6
- Linux Ubuntu 12.04
- Dubbelkärnig CPU från Intel eller AMD på 2,8 GHz
- 1 GB RAM
- nVidia GeForce 8600/9600GT grafikkrets, ATI/AMD Radeon HD2600/3600 grafikkrets (med drivrutiner: nVidia 310, AMD 12.11)
- OpenGL 2.1
- 4 GB hårddiskutrymme
- OpenAL-kompatibelt ljudkort